# Philates
Philates is een geslacht van spinnen uit de familie springspinnen (Salticidae).

## Soorten
De volgende soorten zijn bij het geslacht ingedeeld:
- Philates chelifer (Simon, 1900)
- Philates courti (Żabka, 1999)
- Philates grammicus Simon, 1900
- Philates platnicki (Żabka, 1999)
- Philates proszynskii (Żabka, 1999)
- Philates rafalskii (Żabka, 1999)
- Philates szutsi Benjamin, 2004
- Philates thaleri Benjamin, 2004
- Philates variratae (Żabka, 1999)
- Philates zschokkei Benjamin, 2004